# Brodiaea poeppigiana
Brodiaea poeppigiana là một loài thực vật có hoa trong họ Măng tây. Loài này được Benth. mô tả khoa học đầu tiên.